# Sobre un presunto derecho de mentir por filantropía
Sobre un presunto derecho de mentir por filantropía (en alemán: Über ein vermeintes Recht aus Menschenliebe zu lügen) es un ensayo de 1797 del filósofo Immanuel Kant en el que el autor analiza la mentira piadosa y la honestidad radical.

## Contenido

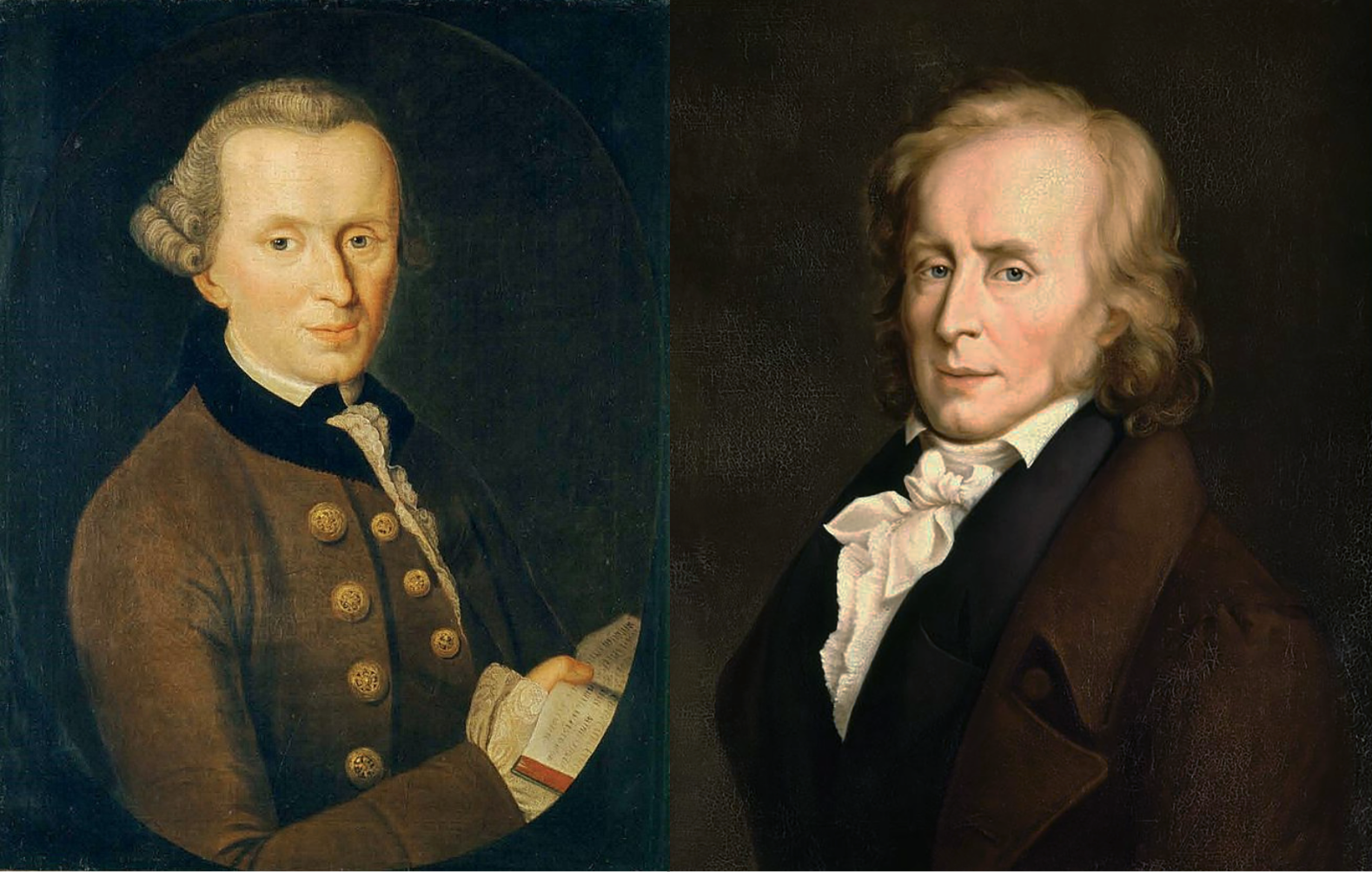
Imágenes de Immanuel Kant y Benjamin Constant

En este ensayo, argumentando en contra de la posición de Benjamin Constant, Des réactions politiques, Kant afirma que:
Por lo tanto, una mentira definida simplemente como una declaración intencionalmente falsa a otro hombre no requiere la condición adicional de que debe causar daño a otro, como exigen los juristas en su definición (mendacium est falsiloquium in praeiudicium alterius). Porque una mentira siempre perjudica a otro; si no a algún ser humano, perjudica a la humanidad en general, en la medida en que vicia la fuente misma del derecho [rechtsquelle].… Todos los principios prácticos del derecho deben contener una verdad rigurosa.… Esto se debe a que tales excepciones destruirían la universalidad por la cual llevan el nombre de principios.

## Recepción
Helga Varden ha escrito: "El ejemplo de Kant de mentirle al asesino en la puerta ha sido una apreciada fuente de desprecio para los pensadores con poca simpatía por la filosofía de Kant y una fuente de profunda perplejidad para aquellos con inclinaciones más favorables... Después de la Segunda Guerra Mundial nuestra La reacción espontánea y negativa a esta línea argumental aparentemente absurda se hace aún más cruda al reemplazar al asesino en la puerta con un oficial nazi que busca judíos escondidos en las casas de las personas. ¿Kant realmente quiere decir que las personas que esconden judíos en sus casas deberían haberlo dicho? verdad a los nazis, y que si mintieron, se convirtieron en corresponsables de los actos atroces cometidos contra aquellos judíos que, como Ana Frank, fueron capturados de todos modos?" Varden sostiene que los puntos de vista de Kant han sido tergiversados por pensadores posteriores y que la justificación de Kant para mentir como incorrecto no es que la persona a la que se le miente está perjudicada, como se argumenta comúnmente.